# Ernst Rudorff
Ernst Rudorff, född den 18 januari 1840 i Berlin, död där den 31 december 1916, var en tysk musiker, son till Adolf August Friedrich Rudorff.
Rudorff, som var utbildad vid konservatoriet i Leipzig, var 1869-1910 överlärare i pianospel vid kungliga musikhögskolan i Berlin och anförde 1880-90 Sternska sångföreningen. 
Han komponerade i Schumanns anda tre symfonier, uvertyrer, körverk, solosånger, pianostycken med mera. Hans skrift Heimatschutz (1897) föranledde stiftandet av föreningen för hembygdsvård.